# La muerte no va conmigo
La muerte no va conmigo è un album in studio del cantautore cileno Patricio Manns e del gruppo musicale cileno Inti-Illimani, pubblicato nel 1985. È il secondo disco frutto della collaborazione tra i due.

## Descrizione
Gli Inti-Illimani partecipano alla stesura di alcuni dei brani, contribuiscono agli arrangiamenti di tutte le canzoni (tranne Concierto de Trez-Vella arrangiata da Alejandro Guarello) ed eseguono gran parte delle parti strumentali e dei cori. In alcuni casi sono anche le voci soliste
Il brano Balada de los amantes del camino de Taverney è un omaggio a sua moglie, Alejandra Lastra, e al sentiero (in spagnolo camino) che conduceva alla loro casa nei pressi di Ginevra.
La musica de La muerte no va conmigo era stata scritta da Horacio Salinas per un testo di Nicolás Guillén, testo che Manns ha sostituito con il suo. Il brano, in questa nuova veste, verrà poi reinciso dai soli Inti-Illimani, nell'album De canto y baile.
Sulla copertina il disco è esplicitamente attribuito a "Patricio Manns con Inti-Illimani".
Il disco è stato pubblicato in LP dalla etichetta svizzera Aconcagua e in musicassetta dall'etichetta discografica cilena Alerce. Non è mai stato distribuito in Italia e non è mai stato ristampato in CD anche se, con l'esclusione del brano Can-can del piojo, tutte le altre canzoni compaiono nella raccolta di Patricio Manns Cantologia, pubblicata in Cile dall'etichetta Alerce.

## Tracce
1. La muerte no va conmigo – 2:17 (Patricio Manns, Horacio Salinas)
2. Escenas del olvido en Valparaíso – 5:41 (Patricio Manns)
3. Can-can del piojo – 3:33 (Patricio Manns)
4. La canción que te debo – 5:45 (Patricio Manns)
5. Elegía para una muchacha roja – 5:10 (Patricio Manns)
6. Balada de los amantes del camino de Taverney – 4:29 (Patricio Manns)
7. Desaparición de Josefina – 4:09 (Patricio Manns, Desiderio Arenas)
8. Concierto de Trez-vella – 13:17 (Patricio Manns)

Durata totale: 44:21

## Formazione
- Patricio Manns
- Jorge Coulón
- Max Berrú
- Horacio Salinas
- Horacio Duran
- José Seves
- Marcelo Coulón
- Renato Freyggang

### Collaboratori
- Susana Bauer - pianoforte